# Dirk Mijnlieff
Dirk Mijnlieff (Ouderkerk aan den IJssel, 10 december 1794 - Rotterdam, 7 oktober 1853) was een Nederlandse burgemeester en koopman.
Mijnlieff werd in 1794 geboren als zoon van Jan Mijnlieff en Maria Goedhart. Zijn vader was ambachtsheer en schout van Ouderkerk aan den IJssel. Na het overlijden van zijn vader in 1823 volgde hij hem op als schout en ambachtsheer. In 1825 werd hij burgemeester van Ouderkerk aan den IJssel. Hij was tevens secretaris van deze gemeente. Hij vervulde deze functies tot augustus 1844 toen hem op zijn verzoek, eervol ontslag werd verleend. In 1845 verkocht hij de ambachtsheerlijkheid en het gerecht van Ouderkerk aan den IJssel met de bijbehorende rechten aan de gemeente voor vierduizend gulden.
Mijnlieff trouwde op 13 juni 1822 te Sliedrecht met Maartje Prins. Hij overleed in 1853 op 57-jarige leeftijd in Rotterdam. Na zijn overlijden ontstonden er problemen voor zijn erfgenamen toen bleek dat hij grote schulden had gemaakt, waardoor zij zich genoodzaakt zagen afstand te doen van de nalatenschap.